# نبردناو لئوناردو دا وینچی
نبردناو لئوناردو دا وینچی (به انگلیسی: Italian battleship Leonardo da Vinci) یک کشتی بود که طول آن ۱۷۶ متر (۵۷۷ فوت ۵ اینچ) بود. این کشتی در اکتبر سال ۱۹۱۱ ساخته شد.